# Beachcomber
Beachcomber  (Engels: 'Strandjutter')  was een nom de plume die werd gebruikt door de humoristische columnisten D.B. Wyndham-Lewis en J.B. Morton als auteurs van de Daily Express-column "By the Way" in de periode 1919-1975. Andere auteurs die gebruikmaakten van deze naam waren John Bernard Arbuthnot – de schepper van de column – en William Hartston, de latere auteur van de column in zijn vernieuwde vorm.

## "By The Way" in druk
"By The Way" was oorspronkelijk een column in het Londense dagblad  Globe, bestaande uit een reeks anonieme humoristische stukken. P.G. Wodehouse was toen assistent-uitgever van de column van augustus 1903 tot mei 1909. In die periode werd hij bijgestaan door Herbert Westbrook. Toen de 'Globe' opgedoekt werd, dook er in 1917 een nieuwe 'society news' column op in de Daily Express. In het begin werd die geschreven door sociaal correspondent John Arbuthnot die ook de naam "Beachcomber" uitvond. Dat was ook de enige naam die de lezers kenden, en het zou nog tot de jaren dertig van de 20e eeuw duren voor het lezerspubliek de echte auteurs kende.
Na Arbuthnots promotie (circa 1919) tot plaatsvervangend redacteur werd zijn plaats ingenomen door Wyndham-Lewis, die de column scherper en geestiger maakte. In 1924 nam Morton de fakkel over, al wordt aangenomen dat ze een tijdje samen hebben gewerkt. Morton zou de column blijven schrijven tot 1975, waarna hij ophield te bestaan. In de vroege jaren negentig werd hij terug tot leven gewekt en dat is zo gebleven tot op de dag van vandaag (de column werd voortaan geschreven door William Hartston). De column wordt nog steeds zoals de traditie het wil ondertekend met 'Beachcomber'.

## Verzamelde columns
- The Best of Beachcomber (ed. Michael Frayn, 1963)
- Beachcomber: the works of J. B. Morton (ed. Richard Ingrams, 1974, Muller, London)
- Cram Me With Eels, the Best of Beachcomber's Unpublished Humour (ed. Mike Barfield, 1995, Mandarin, London (ISBN 0-7493-1947-X))